# Đurđevac
Đurđevac es una ciudad de Croacia en el condado de Koprivnica-Križevci.

## Geografía
Se encuentra a una altitud de 119 m s. n. m. a 111 km de la capital nacional, Zagreb.

## Demografía
En el censo 2011, el total de población de la ciudad fue de 8 264 habitantes, distribuidos en las siguientes localidades:
- Budrovac - 373
- Čepelovac - 345
- Đurđevac - 6 349
- Grkine - 131
- Mičetinac - 207
- Severovci - 142
- Sirova Katalena - 281
- Suha Katalena - 337
- Sveta Ana - 98

| Gráfica de población de Đurđevac 1857-2011                          |
|                                                                     |
| Según los censos de población de la oficina estadística de Croacia. |